# Erebia dehermanni
Erebia dehermanni är en fjärilsart som beskrevs av Dehermann 1910. Erebia dehermanni ingår i släktet Erebia och familjen praktfjärilar. Inga underarter finns listade i Catalogue of Life.